# Théâtre au Moyen Âge
 (mai 2025).
 (avril 2016).
Si vous disposez d'ouvrages ou d'articles de référence ou si vous connaissez des sites web de qualité traitant du thème abordé ici, merci de compléter l'article en donnant les références utiles à sa vérifiabilité et en les liant à la section « Notes et références ».

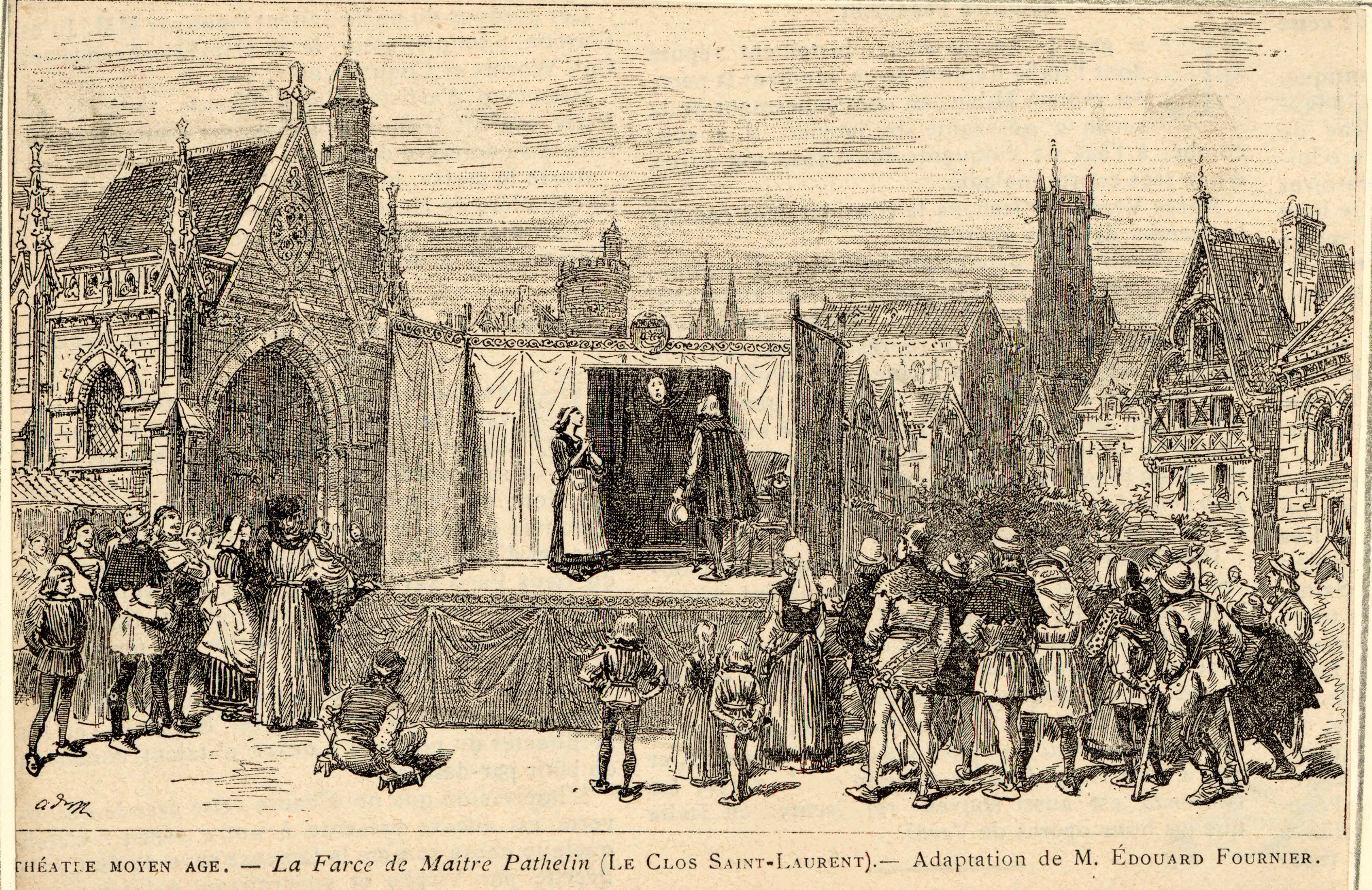
Représentation de La Farce de Maître Pathelin, une farce célèbre du Moyen Âge.
Gravure du XIXe siècle.

Le théâtre au Moyen Âge se présente sous des formes multiples et souvent peu institutionnalisées : quasiment aucun édifice réservé à cet art ne nous est parvenu et les gens de théâtre (acteurs, dramaturges) n'étaient pas considérés comme des artistes de premier plan. Les pièces de théâtre se jouaient en extérieur.

## Histoire
Le théâtre fut un art important pendant tout le Moyen Âge, mais peu de traces nous en sont restées, les textes étant peu (et mal) édités et les équipements éphémères.
Il fut notamment illustré par des genres souvent reliés à un ton (comique ou solennel) et un registre (religieux ou profane) particulier. On y trouve notamment les mystères, les fabliaux, les farces, les soties ou encore le mime. Certains de ces genres sont plus ou moins inspirés de survivances de genres antiques comme l'atellane.
Nombre de ces genres sont des descendants plus ou moins directs de genre théâtraux antiques, plus ou moins influencés par des cultures nordiques ou d'Europe orientale.
Le qualificatif de Moyen Age est à comprendre au sens large, et il n'est pas circonscrit à une période qui se terminerait à la Renaissance. Les mystères, par exemple, s'ils s'inscrivent dans une tradition héritée du XVe siècle, restent en pleine activité et floraison au XVIe siècle, et coexistent avec ce que l'on classe dans le théâtre à la Renaissance.

## L'espace théâtral
Au Moyen Âge déjà, la rue est le lieu de rencontre de la collectivité, le lieu social par excellence des processions, des foires, des marchés et des spectacles de ménestrels. La rue est l'espace de la fête et les célébrations populaires adoptent des formes diverses, comme les entrées royales qui s'orientent vite vers des reconstitutions in situ de faits et d'événements qui rappellent un passé plus ou moins lointain et où l'image remplace la parole. Le développement de la vie communautaire dans la cité médiévale et la création d’un cosmos plus ou moins fermé ont fait de la ville, de ses rues et de ses places, une scène idéale pour la représentation.
Élie Konigson a étudié en profondeur l'espace théâtral médiéval,. Il s'arrête dans un premier temps sur les « jeux dans l'église », puis analyse immédiatement le rôle joué par la ville elle-même dans le développement de ces jeux et spectacles religieux et civils : « La place est marché les jours de marché, et théâtre les jours de representations. Ce que le spectateur sait, parce que cela correspond à son experiance vécue, c’est que le théâtre n’abolit pas le marché qui se profite dernière dui dans l’épaisseur fonctionnelle de la place. Ce que par contre il ignore, c’est le cheminement inconsciente de sa prope activité qui lui fait retrouver sous l’apparente diversité des formes un même modèle éternellement repris et illustré, ». La place et les rues de la ville, comme les nefs et les atriums des églises auparavant, étaient investies de fonctions diverses, y compris théâtrales le moment venu. Cet espace que la ville offrait pour la fête devint le décor authentique qui prétendait la montrer comme ville idéale.

## Auteurs
La plupart des auteurs de théâtre médiéval ne sont pas connus, ou le sont sous des pseudonymes.
Voici certains :
- Rutebeuf
- Adam de la Halle
- Jean Bodel

## Par types
Le classement des œuvres théâtrales du Moyen Age n'est qu'un modèle abstrait, tant une même œuvre peut associer les genres religieux et profane, mélanger gravité et burlesque, et tenir à la fois des mystères, des farces, des moralités ou des sotties.
Dans le nord de la France et à sa proximité dans ce qui est aujourd'hui la Belgique, il est souvent plus facile de comprendre un spectacle à partir de ce qui le déclenche. En effet, souvent, ces pièces ne sont jouées qu'une seule fois, à propos d'un événement particulier. Si elles sont jouées plusieurs fois, elles sont à chaque fois modifiées pour s'adapter à ce qui motive la représentation. Il peut s'agir d'un fait historique ; par exemple La Paix de Péronne, écrite par Georges Chastelain à propos du Traité de Péronne (1468), pour donner de l'ampleur à l'engagement politique au moment où il se passe, cela peut être aussi l'entrée du roi dans une ville ; il peut s'agir d'un anniversaire quelconque, ou de donner une interprétation de diverses circonstances ou de commenter des choix politiques ; les épidémies donnent souvent lieu à des processions suivies de représentations théâtrales dans le but d'éloigner la maladie : en 1488, pour une peste, à Abbeville on joue des scènes bibliques. Ces pièces sont souvent financées par les municipalités, et n'ont pas pour seul but de distraire, mais il s'agit d'affirmer la cohésion de la communauté devant l'événement déclencheur. Et souvent, ces représentations, point culminant d'une fête, sont un événement en soi. Elles impliquent la plupart des membres d'une communauté urbaine, et elles influent sur le déroulement de la vie quotidienne.

### Le théâtre religieux
Aux XIVe et jusqu'au milieu du XVIe siècle le théâtre religieux rencontre un grand succès : plusieurs centaines de spectacles sont réalisés par des personnes, des confréries, des municipalités. La plupart des textes utilisés sont aujourd'hui perdus, mais un ensemble d'un million de vers sont parvenus jusqu'à nous. Le succès d'un spectacle dépendait de plusieurs facteurs, comme la rivalité entre deux villes voisines, la fierté collective, la valeur commerciale, la dimension spirituelle, la contribution des habitants ou des habitantes. La réussite dépendait du spectacle, et moins du texte : le décor, la machinerie, les effets spéciaux, les diableries, la musique, les costumes ou le mouvement avaient plus d'importance.
- Du XIe au XIVe siècle : par exemple

- - Drames liturgiques, notamment :
    - Le Drame d'Adam, ou plutôt le Jeu d'Adam (1150-1170)
    - Sponsus (en) (L'époux), reprise de la parabole des vierges sages

- - Miracles, dont les principaux sont :
    - Le Jeu de saint Nicolas de Jean Bodel,
    - Le Miracle de Théophile de Rutebeuf,
    - Les Miracles de Notre-Dame ;

- Au XVe siècle :
  - Mystères, joués par des confréries d'amateurs, dont la plus célèbre est la confrérie de la Passion, à Paris :
    - Passion (théâtre), Drame de Pâques (en)
    - La Passion, d'Arnoul Gréban,
    - La Passion, de Jean Michel,
    - Le Mystère de Saint Louis, de Pierre Gringore ou Gringoire,
    - Le Mystère de Troie, de Jacques Milet,
    - Le deuxième Jeu des bergers (en),
    - Mystère bouffe,
    - Mystère d'Elche,
    - Ordo Virtutum (1151) d'Hildegarde de Bingen.

- Du XIIe au XVIIe siècle : fête des Fous, carnaval.

### La comédie
Au Moyen Âge, on entendait par le mot « comédie » toutes les farces, sotties, moralités et autres jeux théâtraux à dénouement heureux : c'est sous cette appellation qu'ils seront tous interdits par édit du Parlement de Paris de 1588 à 1594, marquant la fin du théâtre médiéval.
- Au XIIe siècle
  - Comédie
    - Babio

- Du XIIIe au XVe siècle :
  - Monologues,

- - Jeux : 
    - Le Jeu de la feuillée (1276) d'Adam de la Halle ;
    - le Jeu de Robin et Marion (1270-1280) d'Adam de la Halle ;

- Au XVe siècle :
  - Farces :
    - La Farce de Maître Pathelin,
    - La Farce du cuvier.

- - Moralités :
    - La Condamnation de Banquet de Nicole de la Chesnaye
    - Everyman
    - Le Château de Persévérance (en)

- - Soties :
    - Le Jeu du prince des sots de Pierre Gringore ou Gringoire,

  - Sermons joyeux.